# Taschentuchbaum
Der Taschentuchbaum (Davidia involucrata), auch Taubenbaum genannt, ist die einzige Art der monotypischen Pflanzengattung Davidia innerhalb der Familie der Tupelogewächse (Nyssaceae). Die beiden Varietäten stammen aus China. Die deutschsprachigen Trivialnamen nehmen Bezug auf die großen weißen Hochblätter, die wie Taschentücher, bzw. von weitem gesehen auch wie ein Schwarm weißer Tauben in den Ästen hängen. Der Name „Taubenbaum“ wird auch für den chinesischen Nadelbaum Cathaya argyrophylla verwendet.

## Beschreibung

### Vegetative Merkmale

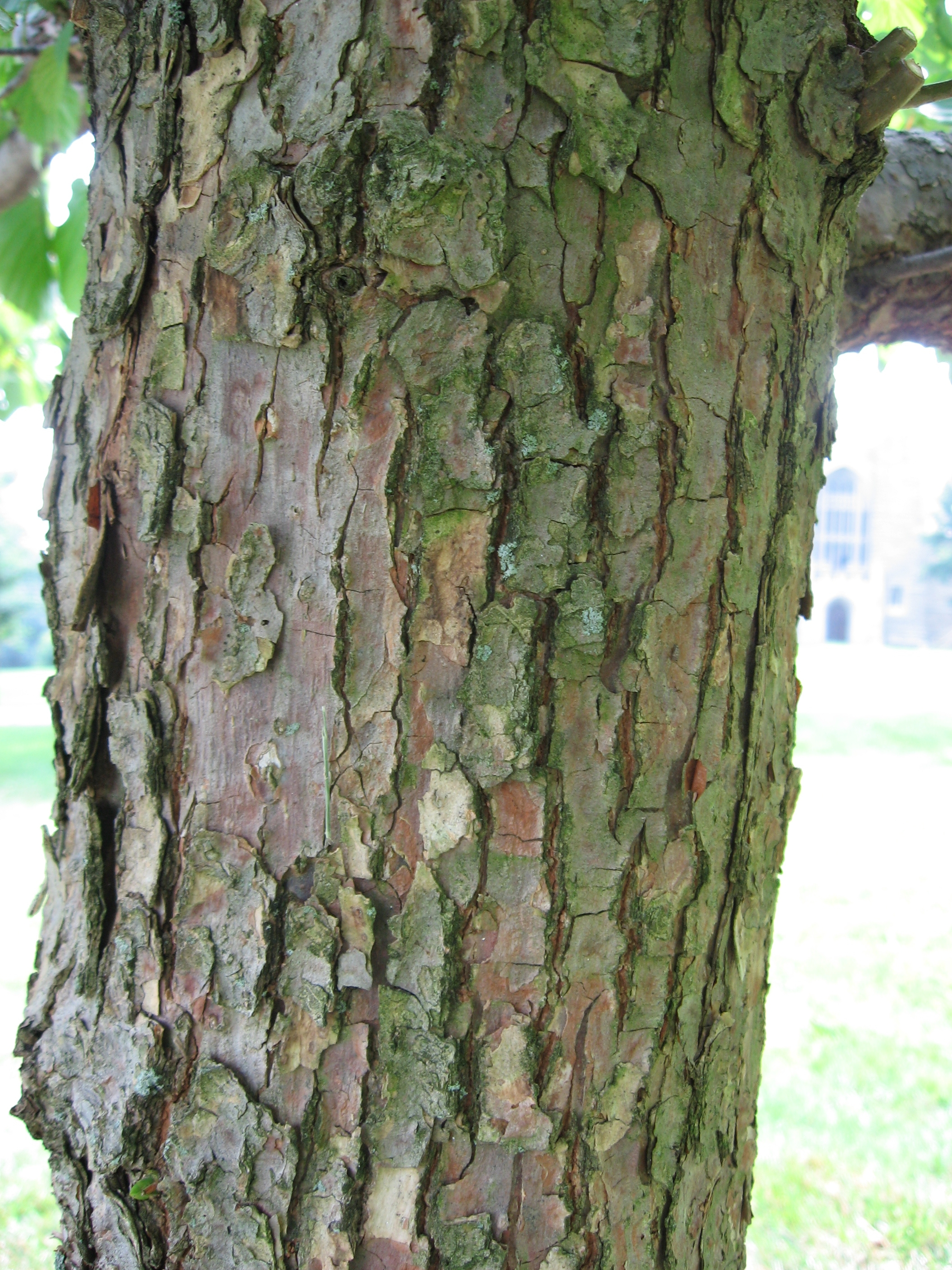
Borke

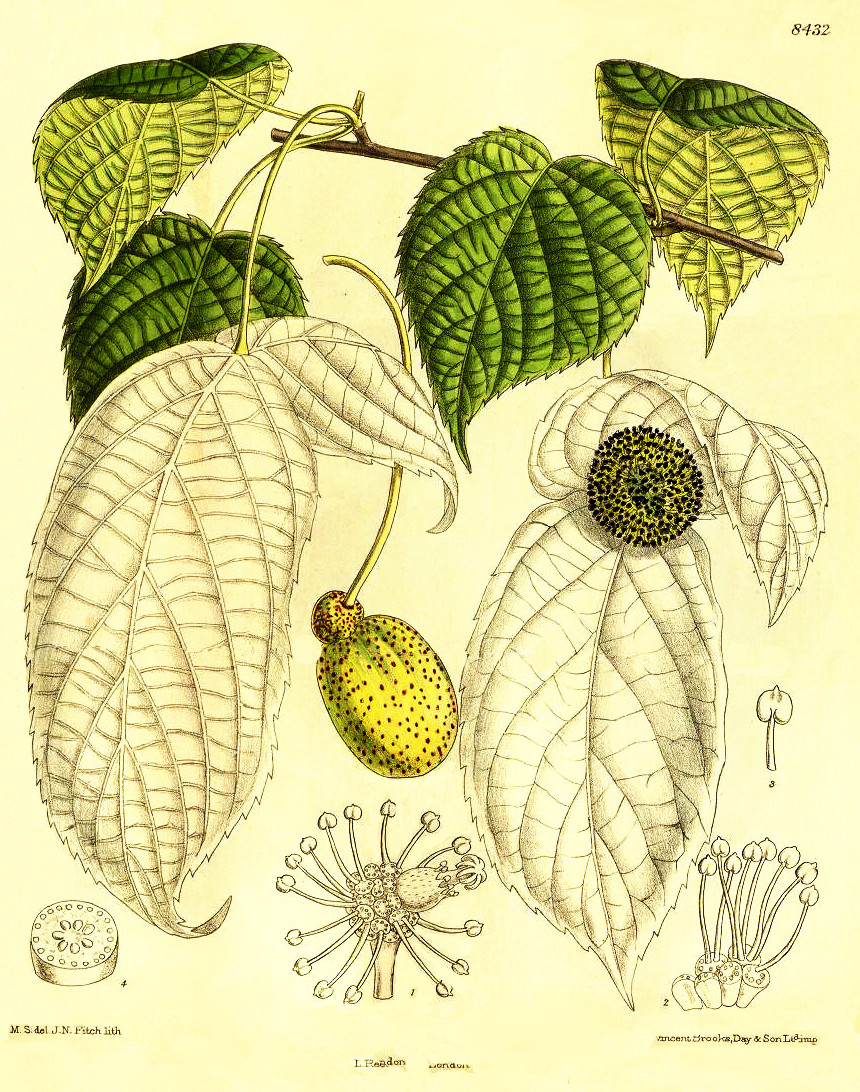
Illustration von Davidia involucrata var. vilmoriniana

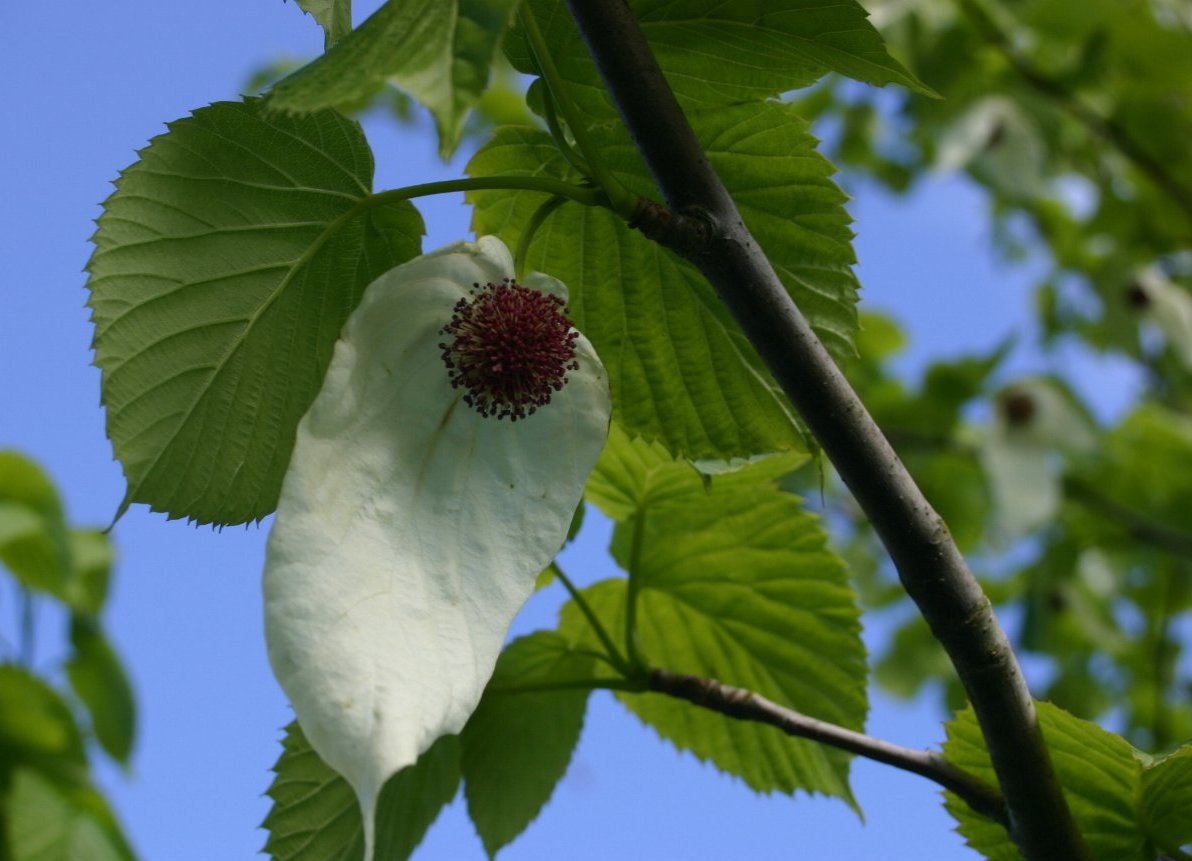
Männliche Blüte

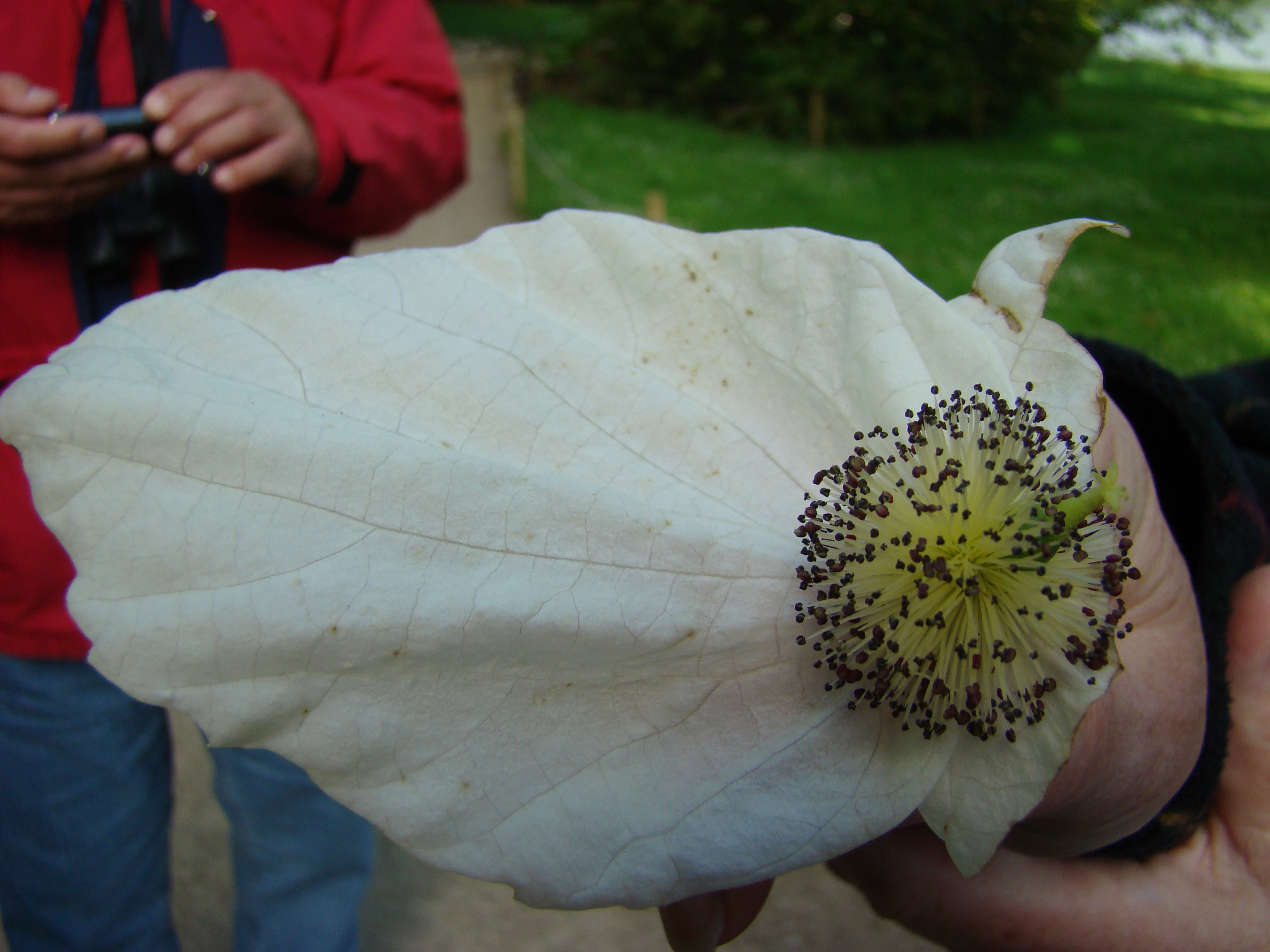
Zwittriger Blütenstand (Blüte)

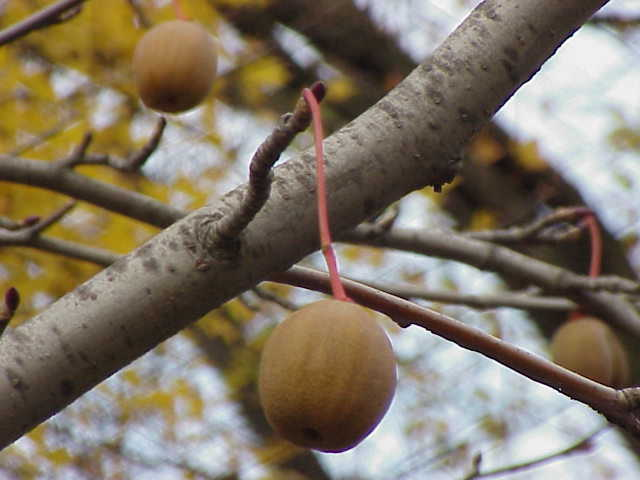
Früchte

Der Taschentuchbaum ist ein laubabwerfender Baum, der Wuchshöhen in China von bis über 20 Metern, in Mitteleuropa je nach Standort von etwa 6 bis 12 Meter erreicht. Der Stammdurchmesser erreicht über 35 Zentimeter. Die anfänglich glatte, später schuppige Borke ist hellgrau-bräunlich mit einer rötlichen inneren Borke.
Die wechselständig an den Zweigen angeordneten Laubblätter sind in Blattstiel und -spreite gegliedert. Sie ähneln Lindenblättern. Die hellgrünen bis rötlichen Blattstiele sind 3,6 bis 7 Zentimeter lang. Die einfache Blattspreite ist bei einer Länge von 8 bis 15 Zentimeter sowie einer Breite von 7 bis 12 Zentimeter breit-eiförmig bis eiförmig mit mehr oder weniger herzförmiger Spreitenbasis und zugespitztem bis bespitztem oberen Ende. Die fahlgrüne Blattunterseite ist kurz und weichfilzig behaart. Die Blattränder sind gezähnt bis gesägt, teils grob- oder auch spitzig. Die Herbstfärbung ist leuchtend goldgelb bis orange, rötlich.

### Generative Merkmale
Die Blütezeit reicht von April bis Juni. Der Taschentuchbaum ist andromonozöisch; es kommen an einem Baum männliche und zwittrige, endständige, etwa 7 Zentimeter lang gestielte, kugelige Blütenstände („Blüten“) mit einem Durchmesser von etwa 2 Zentimetern vor. Es sind zwei (selten drei), auffällige, eiförmige bis elliptische, rundspitzige bis bespitzte und große, dünne Hochblätter (Brakteen) vorhanden, welche die kugeligen Blütenstände rückseitig umgeben. Die gegenständigen, „taschentuchähnlichen“ weißen Hochblätter sind ganzrandig bis unregelmäßig gezähnt, spitziggezähnt bis gekerbt und unterschiedlich groß; das größere hängende ist bis zu 16 cm groß, das kleinere ist nur etwa halb so groß. Diese Hochblätter erscheinen bereits mit dem Austrieb, bleiben aber lange Zeit grün und laubblattähnlich. Erst zur Anthese strecken sie sich stark und verlieren nach und nach das Blattgrün, bis sie schließlich vollkommen weiß sind. Diese auffälligen, petaloiden Hochblätter übernehmen die Schaufunktion anstelle der Blütenhülle sowie eine Schutzfunktion für die Staubblätter.
Die kugeligen männlichen Blütenstände (Staubblattgruppen) sind ohne Blütenhülle, die langen Staubblätter besitzen purpur-weiße Staubfäden und dunkel-purpurne Staubbeutel. Die kugeligen zwittrigen Blütenstände bestehen aus einer zwittrigen Blüte ohne Blütenhülle, mit grünem Stempel umgeben mit einigen kürzeren Staubblättern, sowie vielen männlichen Blüten mit langen Staubblättern. Hier besitzen die Staubblätter weißliche Staubfäden mit dunkel-purpurnen Staubbeuteln. Die männlichen und zwittrigen Blütenstände können auch jeweils als eine einzelne männliche oder zwittrige Blüte aufgefasst werden. Die Mannbarkeit beträgt weniger als 10 bis 20 Jahre.
Sechs bis zehn Fruchtblätter sind zu einem unterständigen Fruchtknoten verwachsen, mit einer Samenanlage je Fruchtknotenfach. Der kurze Griffel endet in einer sechs- bis zehnlappigen Narbe.
Die im Oktober reifenden, meist einzeln stehenden, rundlichen bis ellipsoiden, feingesprenkelten Steinfrüchte mit fleischigem Mesokarp, an langen, rötlichen Stielen, weisen eine Größe von 3 bis 4 Zentimetern auf und sind grünlich- oder rötlich-hellbraun oder grün-rötlich. Die orange-bräunlichen, matten und knochigen Steinkerne sind bei einer Länge von etwa 3 Zentimeter sowie einer Breite von etwa 1,8 Zentimeter relativ groß, eiförmig bis ellipsoid und tief längsfurchig. Die Steinkerne enthalten drei bis fünf längliche Samen. Die Samen benötigen bis zu 18 Monate zur Keimung und dabei große Temperaturunterschiede zur Induktion.
Die Chromosomenzahl beträgt 2n = 42.

## Krankheiten und Schädlinge
Der Taschentuchbaum ist eine der zahlreichen Gehölzarten, auf denen die Weißbeerige Mistel (Viscum album) parasitierend wächst.

## Nutzung
Aufgrund des auffallenden Erscheinungsbildes während der Blütezeit wird der Taubenbaum als Zierpflanze verwendet. 
In Deutschland wachsen Taschentuchbäume in diversen Parks und botanischen Gärten. Der Taschentuchbaum ist allerdings nur in den wärmeren Gebieten Deutschlands zuverlässig winterhart.
Der Taschentuchbaum gedeiht am besten auf nährstoffreichen, nicht zu trockenen Böden.

## Systematik und botanische Geschichte

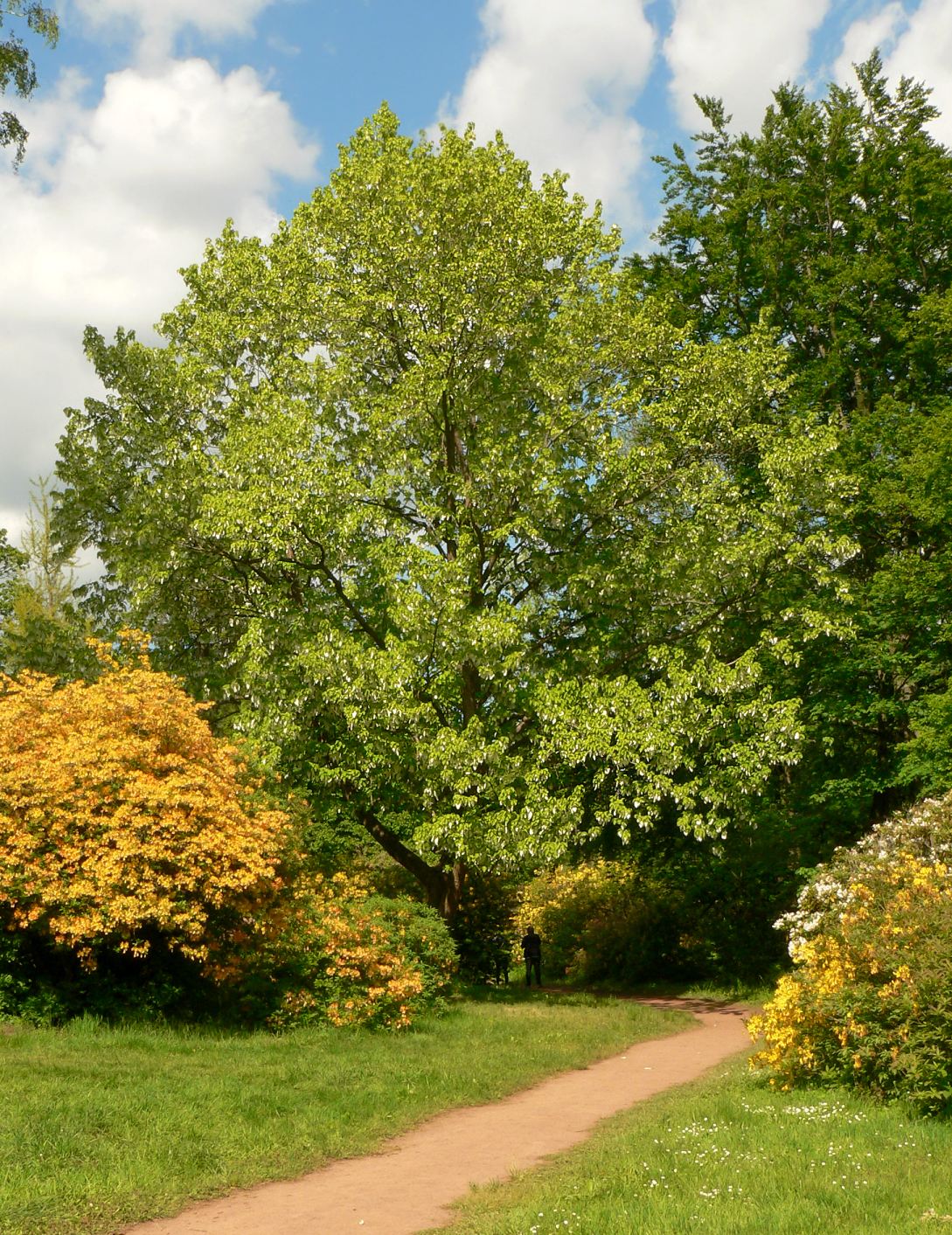
Taschentuchbaum im Ohrbergpark, Person zum Größenvergleich rechts neben dem Stamm

Der französische Lazarist Armand David entdeckte Davidia involucrata 1868 in China; ein Herbarbeleg gelangte nach Paris. David zu Ehren bekam die Gattung ihren wissenschaftlichen Namen. Erst 35 Jahre später gelang es dem Engländer Ernest Henry Wilson, die nussförmigen Kerne zu sammeln und sie über die Handelsgärtnerei Veitch in europäische Gärten einzuführen.
Die Erstbeschreibung von Davidia involucrata erfolgte 1871 durch Henri Ernest Baillon in Adansonia, Band 10, Seite 114–115 und dabei wurde auch die Gattung Davidia aufgestellt.
Davidia involucrata ist die einzige Art der Gattung Davidia. Die Einordnung dieser Art in eine Familie innerhalb der Ordnung Cornales wurde kontrovers diskutiert. Sie wurde beispielsweise bei manchen Autoren in eine eigene Familie Davidiaceae (Harms) H.L.Li gestellt. Bei APG IV wird sie in die Familie Nyssaceae gestellt.
Neben der Nominatform wird noch eine Varietät unterschieden, die teilweise auch als eigene Art angesehen wird:
- Davidia involucrata Baill. var. involucrata (Syn.: Davidia laeta Dode, Davidia involucrata var. laeta (Dode) Krüssm.): Die Nominatform kommt in den chinesischen Provinzen nördliches Guizhou, westliches Hubei, westliches Hunan, Sichuan sowie nördliches Yunnan vor.
- Davidia involucrata var. vilmoriniana (Dode) Wangerin (Syn.: Davidia vilmoriniana Dode): Diese Varietät ist in der chinesischen Provinzen Guizhou, westliches Hubei sowie Sichuan heimisch. Fast alle in Deutschland gepflanzten Exemplare gehören zu dieser Varietät. Ihr Charakteristikum sind die schmäleren und unterseits vollkommen kahlen und hellgrünen Blätter. Die Nominatform hat dagegen unterseits fahlgrüne, kurz und weichfilzig behaarte Blätter.[8]

Daneben gibt es verschiedene Kultivare und Chimären mit teils auffällig gefleckten, panaschierten Blättern.